# Coelodus saturnus
Coelodus saturnus è un pesce osseo estinto, appartenente ai picnodonti. Visse nel Cretaceo superiore (Turoniano - Santoniano, circa 90-85 milioni di anni fa) e i suoi resti fossili sono stati ritrovati in Europa.

## Descrizione
Questo piccolo pesce non doveva superare i 10 centimetri di lunghezza e come molti suoi simili possedeva un corpo appiattito lateralmente, corto e alto e di forma ovoidale. Era caratterizzato da alcune caratteristiche uniche: i denti dell'osso prearticolare estremamente allungati (fino a cinque volte più lunghi perpendicolarmente all'asse longitudinale dell'osso) e la presenza di un diastema nell'endoscheletro caudale, che separa gli elementi ipocordali 7 e 8. 
Coelodus possedeva inoltre una combinazione unica di caratteri primitivi e derivati: apertura della bocca suborizzontale, corpo di contorno ovoidale, peduncolo caudale lungo e ben differenziato, 11 denti sulla fila principale dei denti del prearticolare, presenza di solchi sui denti del vomere e del prearticolare, 10 o 11 elementi ipocordali nell'endoscheletro caudale (alcuni dei quali ipertrofici), pinna caudale dal doppio margine nel contorno distale, scaglie della cresta dorsale prive di spine e separate l'una dall'altra.

## Classificazione
Coelodus è un tipico rappresentante dei picnodontiformi, un grande gruppo di pesci ossei vicini all'origine degli teleostei. In particolare, Coelodus sembrerebbe essere stata una forma piuttosto derivata all'interno della famiglia Pycnodontidae, vicino all'origine di Pycnodus e Oropycnodus. 
Coelodus saturnus venne descritto per la prima volta da Heckel, nel 1854, sulla base di resti fossili ritrovati nella zona di Komen, in Slovenia. Altri fossili attribuibili a questa specie ma precedentemente noti come Coelodus suillus sono stati ritrovati neill'isola di Lesina, in Dalmazia (Croazia). Il genere Coelodus, tuttavia, è stato per lungo tempo una sorta di "cestino dei rifiuti" per numerose specie di pesci picnodonti del Cretaceo; attualmente la maggior parte di queste specie è stata riferita ad altri generi non strettamente imparentati con Coelodus saturnus, come Ocloedus.